# ضياء كوك ألب
ضياء كوك ألب (بالتركية: Ziya Gökalp) (ولد في ديار بكر، 23 مارس 1875 وتوفي في إسطنبول، 25 نوفمبر 1924) منظر قومي تركي ورائد اجتماعي، هو عالم اجتماع تركي عثماني، كاتب، شاعر، سياسي. ، شغل منصب النيابة في مجلس النواب والبرلمان التركي. اشتهر أيضا ب«أبو القومية التركية». كان متأثراً بأوروبا الغربية الحديثة، وخاصة فرنسا وألمانيا، اعتنق الايدولوجية التركية العالمية الشاملة وبذل جهده كله في سبيلها، والتي طبقت بعد وفاته من قبل مصطفى كمال أتاتورك.
اسمه كوك ألب يعني بالتركية القديمة محارب السماء أو المحارب الأزرق، استقر في إسطنبول بعد انتهائه من دراسته الثانوية.
عمل كوك ألب في سياق ما ابتدعته الدولة العثمانية في تطوير القومية التركية، حيث أشار هو نفسه إلى ذلك واعتقد أنه يجب على الأمة أن تملك «وعياً مشتركاً» لتبقى. وأن الدولة الحديثة يجب أن تكون متجانسة من الناحية الثقافية والدينية والهوية الوطنية. هذا المفهوم للهوية القومية دمج مع إيمانه بصدارة القومية التركية كميزة موحدة. في مقالة له عام 1911م أشار إلى أن الأتراك بنظره رجال خارقون (سوبر مان) معتمداً على تصور الفيلسوف الألماني نيتشه.
دعا كوك ألب إلى تتريك الامبراطورية العثمانية، بفرض اللغة والثقافة التركية على جميع المواطنين في الدولة العثمانية. وصفت أفكاره كـ «مناصري القومية والحداثة» الأطروحة الرئيسية لعمله الاجتماعي كانت تلك تبين الاختلاف بين الأوروبيين (تقليد المجتمع الأوروبي) والعصرنة المنجزة في اليابان وتركيا.

## حياته

### عائلته
ولد عام 1875م أو 1876م (في دياربكر) ومات عام 1924م في إسطنبول في الثامنة أو التاسعة والاربعين، والده محمد توفيق أفندى ذوأصل تشرمكلى زازا _كردى عمل موظف أرشيف (1851ـ1890)، والدته زليخه هانم (1856ـ1923). كانت دياربكر تخضع لسلطة العرب والفرس حتى القرن 16 وبعد ذلك تميزت بتنافس ثقافى للمجتمعات التركية والكردية والارمينية. لقد أثرت هذه البيئة الثقافية على كوك ألب ودفعته لفكرة القومية. فيمابعد، عندما أثار خصومه السياسيون أنه ذو أصل كردى، كان كوك ألب واثقا من أنه ذو أصول تركية من طرف والده لكنه لم يهتم لهذا الأمر. ولقد قال«من خلال دراستى للدراسات الاجتماعية توصلت إلى أن القومية تعتمد على العلم». وعلى الرغم من ذلك فقد وصفه بعض المؤرخين بالكردى.

### سنوات دراسته
بدأ دراسته في ديار بكر حيث مولده عام1886. إلتحق بالمدرسة الثانوية العسكرية؛ وللمرة الأولى فإن القائد ملازم (هي رتبة بين بن باشى ويوزباشى)إسماعيل حقى بك في تلك المدرسة قدغرس فيه حرية الفكر. توفى والده بينما كان في عامه الدراسى الاخير في الثانوية العسكرية. بدأ عام 1890 في تلقى العلوم الدينية الدارجة عن عمه المدرس حاجى حسيب بك. كان يريد استكمال دراسته في إسطنبول وعندما لم يجد فرصة لذلك التحق عام1891 بالصف الثاني في مدرسة مدنية في ديار بكر. اثناء دراسته بالصف الدراسى الاخير، تسبب باثارة نقاش بشان تبديل الهتاف من «يحيا الملك» إلى «تحيا القومية». في هذه الاثناء كانت مدة التخرج من المدرسة تتراوح بين5الى 7سنين، فترك المدرسة عام 1894.
درس الأدب الرياضيات التاريخ والعلوم الشرقية، اعجب بهيجل وبشنر واسبنسر ولى بون،
وبعد تركه المدرسة الثانوية درس اللغة العربية واللغة الفارسية على يد عمه. واهتم بالتصوف. وبدأ تعلم اللغة الفرنسية. بسبب الكوليرا التي ظهرت في دياربكر تعرف على الطبيب عبد الله جودة بك المعين في تلك المدينة، وتأثر بمعتقداته. لم يستطع الذهاب إلى إسطنبول لاستكمال دراسته بسبب ازمات مادية، أقدم ضياء ابن الثمانية عشر عام على الانتحار ومماضطره لذلك عدم استطاعته السفر إلى إسطنبول لاستكمال دراسته بسبب أزمات مالية، وضغط عائلته عليه ليتزوج. ماعاناه من تخبط بين العلوم الدينية التي تلقاها عن عائلته، والعلوم الفلسفية التي درسها عن معلمه بالثانوية دكتور يورجى أفندى ظهر أيضا انه من أسباب محاولته الانتحار. الرصاصة التي أطلقها على رأسه، استخرجها بعملية تحت ظروف قاسية وبدون مورفين. وأجرى له العملية الدكتور عبد الله جودة وجراح روسي شاب كان موجود في ديار بكر. بعد محاولته للانتحار عكف مرة أخرى على القراءة. كتب أشعار عديدة صفعت أعداء الحرية.
عام 1896، ذهب كوك ألب إلى إسطنبول بصحبة طلاب المدرسة الحربية بفضل أخيه نهاد الذي كان طالبا في مدرسة أرزينجان العسكرية، والتحق بالمدرسة البيطرية لانها كانت مجانية. وأثناء دراسته هناك بذل قصارى جهده للتعرف على الناس المنضمين لحركة الحرية؛ والتقى ب إبراهيم تمو وإسحاق سكوتى. تأثر بجمية تركيا الفتاة. انضم لجمعية الاتحاد والترقى. انضم إلى جمعية الاتحاد والترقى وثارت هذه الجماعة عام 1906 ضد النظام الجائر بقيادة ضياء، خلع السلطان عبد الحميد عام 1909، اصدر ضياء جريدتين بيام، Pacle (الصراع بين الفكرة الإسلامية والفكرة الغربية – الندوي ص 39). عام 1898تم إلقاءالقبض عليه بسبب«قراءة المنشورات الممنوعة وانتمائه لجمعيات معارضة». ظل مدة عام في السجن.

### سنوات ديار بكر

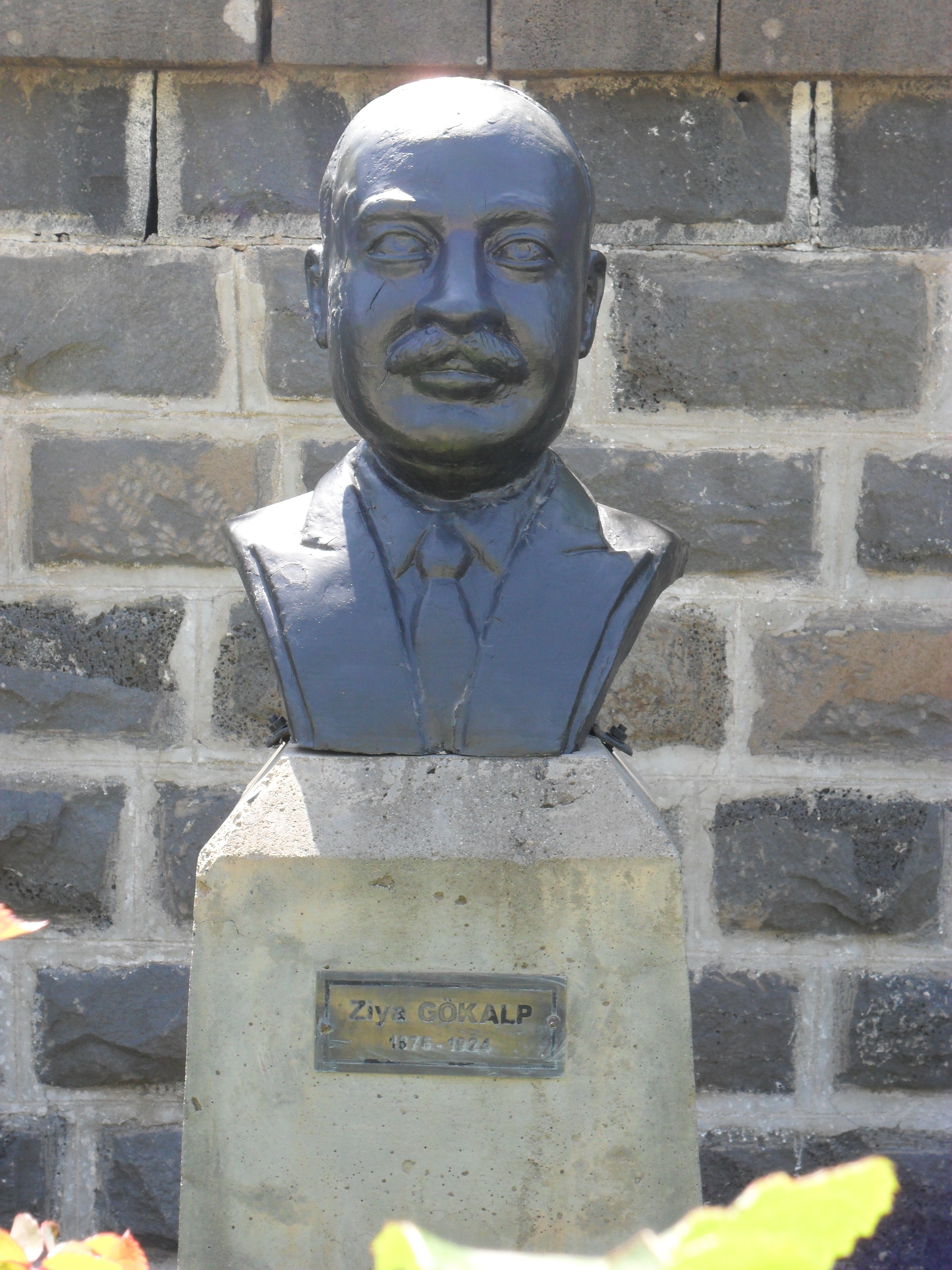
تمثال نصفى لكوك ألب ، موجود بقصر غازى بديار بكر.

بعد إطلاق سراحه تم نفيه إلى ديار بكر عام1900. أن محمد ضياء الذي لم يكمل تعليمه العالى توفى عمه الذي في ديار بكر وتزوج ابنة عمه وجيهه حسب وصية عمه. نفذ وصية عمه فتزوج وجيهة هانم وأنجب ولداَ واحداَ (سادات)وثلاث بنات (سانيها، حرية، توركان).
ظل يشتغل وظائف صغيرة في ديار بكر حتى عام 1908. بينما كان يعيش حياة رغدة معتمدة على ممتلكات زوجته كان يمارس نشاطاته للحرية خلسة. اتجه لانشاء حركة شعبية تواجه أعمال السلب والنهب الذي تقوم به مجموعة يقودها إبراهيم باشا وهو كردى الأصل والمؤسسة لتأمين المنطقة آنذاك. استولى على مكتب التلغراف في دياربكر لمدة ثلاث أيام وبدأ يبعث برسائل للسرايا بشأن محاكمة إبراهيم باشا ورجاله.
تعتبر دياربكر من النقاط الواصلة بين الشرق والغرب مماتسبب في مواجهة مع الدول الغربية للاستيلاء على مكتب التلجراف. ونتيجة لضغطهم على السرايا أرسلت هيئة بحث للمنطقة. لكن عندما عاد سنان إبراهيم باشا ورجاله لاعمالهم الغير القانيونية مجددا استولى الشعب بقيادة ضياء كوك ألب وأصدقائه على مكتب التلغراف لكن هذه المرة لمدة 11يوما. انتهت هذه المقاومة بإبعاد إبراهيم باشا ورجاله عن المنطقة.
فيما بين1904ـ1908 نشر كتاباته وأعماله في جريدة دياربكر. وله عمل بعنوان«ملحمة المتسلط إبراهيم» ويحكى فيه عن الظلم الذي تعرض له الشعب من قبل إبراهيم باشا.

### ما بعد الوثيقة الدستورية الثانية
بعد صدور الوثيقة الدستورية الثانية أسس فرعا لجمعية الاتحاد والترقى في ديار بكروأصبح ممثلا عنها.أصدر جريدته«بايمن».
عام 1909 حضر محمد ضياء مؤتمر الاتحاد والترقى المنعقد في سالونيك كمنتدب عن ديار بكر. تم اختياره كعضو لمنصب هيئة إدارة الجمعية في سالونيك. عمل على تأسيس حركة ثقافية حوله أثناء استمراره في سالونيك. أضاف علوم الاجتماع لمقررات الثانوية وعمل على تطبيق هذا النظام لمدارسنا. إن ضياء بك قائد القسم القائم على أمور الشباب بفرع الاتحاد والترقى بسالونيك، وقام بتدريس الفلسفة وعلم الاجتماع لمن حوله من الشباب. كتب مقالات في مجلة فلسفية مستخدما أسماء مستعارة مثل توفيق سادات، دمير طاش، كوك ألب.أصر ضياء بك على تأسيس دولة تركية قوية، تجمع الاتراك حول العالم، ونشرعام 1911 في مجلته أقلام الشباب ملحمة ألتون التي توافق لغة هذا البلد.
نقلت إدارة الجمعية عام 1912 إلى إسطنبول، وأتى إلى اسطانبول أيضا ضياء كوك ألب، واستقر في مدينة جراح باشا. في شهر مارس اختير نائبا عن أرجنى\معدن (ديار بكر) في مجلس النواب. عندما أقفل مجلس النواب بعد أربعة أشهر عمل مدرسا بكلية الأداب. قبل وجهات النظر الخاصة بشأن التعليم في المؤسسة؛ وتقرر دراسة آرائه حول الكتب المقررة، والمناهج الدراسية في كلية الآداب، ودار الفنون.وفي الفترة مابين 1913ـ1914 لم يقبل تعيينه موظف في وزارة التربية والتعليم، واستمر بعمله في الجامعة. عام 1915 تم تعيينه في جامعة اسطانبول مدرسا لعلوم الاجتماع في قسم الفلسفة. يتبر أول أستاذ جامعى لعلم الاجتماع في جامعة اسطانبول؛ وبفضله، دخل علم الاجتماع لجامعتنا.
محمد جوك الب الذي نظم افكاره حول القومية التركيه بمجرد مجيئه إلى إسطنبول اخد مكانه بين مؤسسى «ترك اوجاغى». تب كتابات في المجلة الجديده ومجلة اجتماعيات ومجلة اقتصاديات ومجلة التتبع القومية والمجلة الاسلاميه، مجلة «الوطن التركى» عضو النشر للمجموعة التي اوشكت على ان تكون في المقدمة للشعب مباشرة. منذ قبل حروب البلقان حتى بدايات الحرب العالمية الأولى استمر في أدارة مجلة «الوطن التركى»، كان يكتب شعرا ومقالا في كل عدد من أعداد المجلة. ثم أصدر في الأعوام التالية ينى مجموعة.
ومن جهة أخرى فإن كوك ألب، واصل تقديم أعمال أخرى. نشر عام 1914«التفاحة الحمراء»؛ ونشر في عام 1918 عملا له باسم «التتريك، والاسلمة، والمعاصرة» وكتاب شعر بعنوان «الحياة الجديدة».

### معتقداته
بعد تفتت الدولة العثمانية سعى للبحث عن هوية قومية جديدة. هدفه الأساسى، كان يسعى للوصول إلى مزيج يخلط القيم الاخلاقية والثقافية الخاصة بالمجتمع التركي، وبعض القيم المأخوذة عن الغرب . وقد اختصر بقوله «التتريك، والإسلامية، والمعاصرة» هذا التقارب بين القومية التركية كعنصر ثقافى، والإسلام كعنصر أخلاقى . لقد أيد ان الثقافة العالمية عنصر إيجابى في الثقافات الوطنية . وضع الأدب الشعبي في مواجهة أدب القصر . أيد مفهوم العلم الايجابى للتطور العلمي والتكنولوجى الغربي.كان يعتبر الدين عنصر مساعد في ضمان التماسك الاجتماعى.
تمثل النمط المجتمعى في مبدأ «التعاضد» الذي أسس المبادئ النظرية إميل دوركايم. سقطت الليبرالية الفردية والمجتمع الرأسمالى بسبب الصراع الطبقى ضد الماركسية التي تهدف لانشاء مجتمع لاطبقى؛ فاختار مبدأ التضامن الذي يحمى السلم الاجتماعى بتعاون المنظمات المهنية، ويأخذ بالفروق الفردية لا الطبقية نويقبل بالمؤسسات المهنية كعنصر اساسى في المجتمع. لقد كتب كتابات لاتحصى يشرح فيها معتقداته السياسية والاجتماعية. وقد نظم «القومية التركية» وفقا لمعتقداته.لقد لعب دورا هاما ى تأسيس الأدب القومى وتطوره. بعد ان كان ضياءكوك ألب مؤيد للقوميه التركيه ايد بعد ذلك الايغوزية ودعم الفكر الطورانى.

### شعره
كان كوك ألب أيضاً واحداً من الشعراء الأتراك المهمين في عصره، أعاد احياء النمط الملحمي الشعري التركي ما قبل الإسلامي النقي البسيط. وكانت لديه معرفة جيدة في الصحافة والسياسة. وكان واحداً من المنظرين والمرشدين الأوليين للجنة الاتحاد والترقي. اعتبر أنه مفتاح القوة الايديولوجية التي سببت الإبادة الأرمنية. بعد الحرب العالمية الأولى اعتقل مع رفاقه في لجنة الاتحاد والترقي وأدين بموضوع الإبادة الجماعية ونفي من البلاد.

### تأثيره
عين استاذا أول لعلم الاجتماع بجامعة اسطنبول عام 1915 م (بمواهبه الشخصية) عين عام 1922 م رئيسا للجنة التاليف والترجمة، كان يؤيد مصطفى كمال بقوة وحماس، وحمل لواء (علمنة تركيا) فكريا.
وقد كافح ضياء كوك الب للتنور والحرية الدينية وكان رائدا للتنوير الفكرى الغربي وقد تكهن في سنة 1900 بانقراض الدولة العثمانية واضطراب حبلها وقد دعا بقوة إلى إلغاء الشريعة وإقصاء المحاكم الدينية الذين يشرحون القانون ويفسرونه، وكان يرى ان تقام المحاكم الحديثة والمدنية ولقد اقتنع ان كفاحه يجب أن يوجه إلى الدين قانه منافسه الأكبر، وكان يعتقد من صغره أنه لا حاجة إلى الله ! انه اسم غامض مجردعن كل حقيقة ! وكان لا يؤمن الا بالمشاهد المحسوسة.

### سنواته الأخيرة

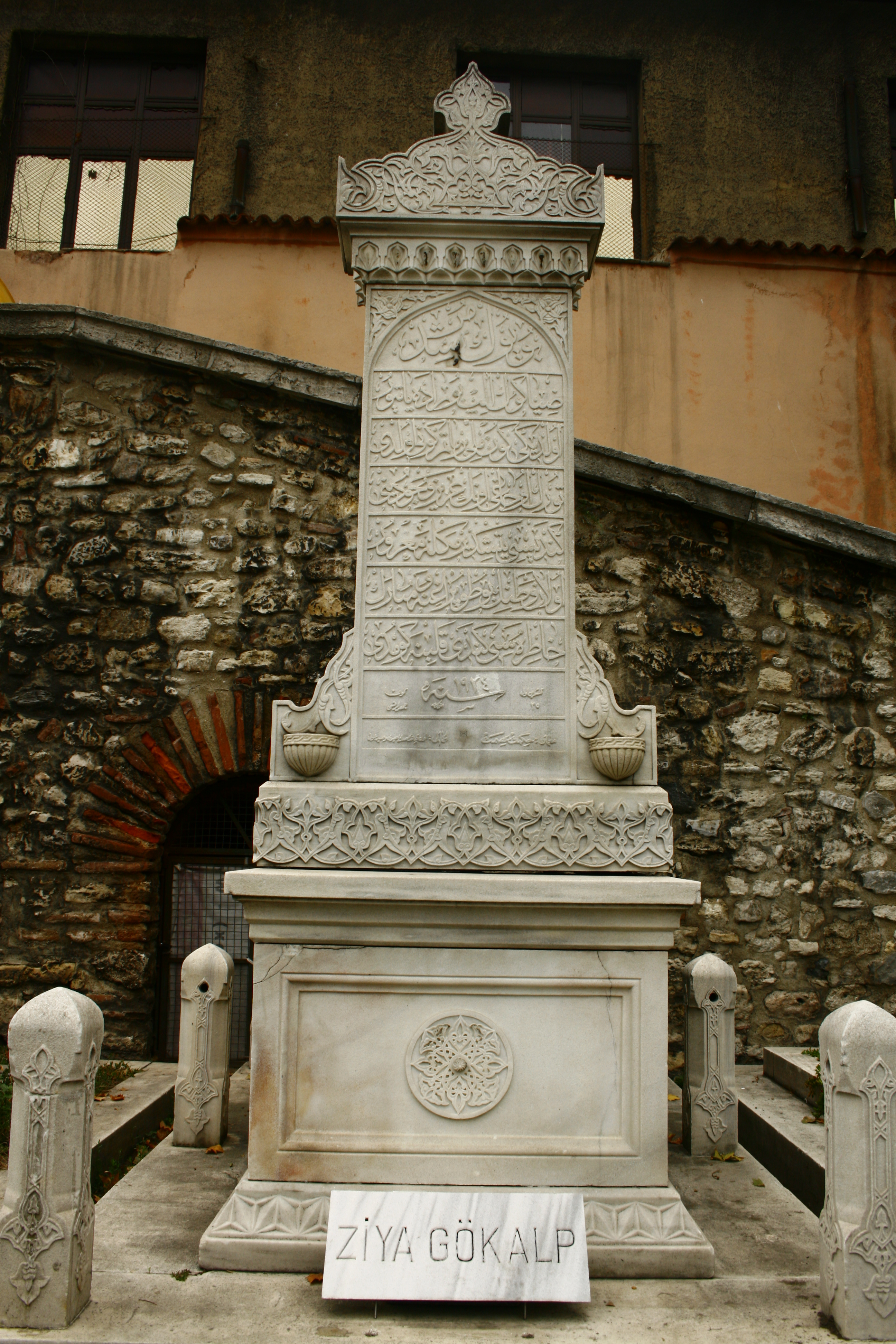
قبر ضياء كوك ألب في تربة السلطان محمود الثاني في الفاتح.

بعد هزيمة الدولة العثمانية في الحرب العالمية الأولى تم فصله من جميع وظائفه. عام 1919 تم القبض عليه من داخل الجامعة من قبل الانجليز؛ وبعد بقائه محبوسا أربعة أشهر في بكر اغا بلوغو تمت محاكمته من قبل محكمة الاحتلال بتهمة إبادة الأرمن حسب ادعاءاتهم. رفض تهمة الإبادة تماما أثناء سير المحاكمة ودافع عن أطروحة القتال المتبادل. وحكم على ضياء كوك ألب وغيره من الاتحاديين بالنفى إلى مالطا، وهناك قام ضياء بتعليم أصدقائه الفلسفة وعلم الاجتماع. جمع مراسلاته مع عائلته فترة منفى مالطا ثم بعد ذلك نشرها في كتاب بعنوان «مراسلات ليمنى ومالطا»؛ الكتاب المشار إليه يعتبر العمل الوحيد بين ايدينا يقص ظروف حياة المنفيين إلى مالطا.
عندما عاد ضياء كوك ألب إلى إسطنبول بعد انقضاء عامين في المنفى، كان يرغب ان يستمر في التدريس في الجامعة إن طلبه لم يقبل. وبعد أن استقر لمدة عام في أنقرة ذهب إلى دياربكر مع عائلته، وأصدر مجلة صغيرة بدعم من أحمدأغا أوغلو، ودعم حرب الاستقلال بكتاباته.
عام 1923 تم تعيينه بلجنة التأليف والترجمة التابعة لوزارة التربية والتعليم، وذهب إلى أنقرة. وفي نفس العام طرح كتابه المشهور باسم أساسيات القومية التركية. وفي أغسطس خلال الفترة الثانية لتركياختير نائباَ عن ديار بكر للمجلس الوطنى الكبير من قبل أتاتورك. استقر ضياء كوك ألب في أنقرة، ولم يتوقف أبدا عن نشاطاته الفكرية والثقافية؛ اشتغل بترجمة كلاسيكيات العالم باللغة التركية ونشرها. في عام 1924 بعد فترة مرض قصيرة توفى يوم 25 أكتوبر عام 1924 في إسطنبول. ودفن في تربة السلطان محمود الثاني التي في الفاتح.

### أعماله
- مراسلات ليمنى ومالطا.
- الحياة الجديدة (1930).
- الضوء الذهبي (1927).
- التقاليد التركية (1923).
- الطريق الصحيح (1923).[16]
- أساسيات القومية التركية (1923): نشرت الطبعة الأولى منه بالأبجدية العثمانية.[17]
- تاريخ الحضارة التركية (1926، بعد وفاته)
- شعر التفاحة الحمراء (1914)
- القومية التركية بين الإسلام والمعاصرة (1929).
- تاريخ القبائل الكردية (Kürt Aşiretleri Hakkında Sosyolojik Tetkikler)، (بعد وفاته).
- ملحمة الازدهار .
- التيارات الثلاثة.
- الثقافة والحضارة.
- الإوزات.
- محاضرات فلسفية، مكتبة الخط، قونية.

## روابط خارجية
- ضياء كوك ألب على موقع الموسوعة البريطانية (الإنجليزية)